# Transfiguración (Rubens)
Transfiguración es un óleo sobre lienzo de 1604-1605 del episodio evangélico de la Transfiguración de Jesús de Pedro Pablo Rubens, actualmente en el Museo de Bellas Artes de Nancy.